# Tropico 5
Tropico 5 est un jeu vidéo de gestion développé par Haemimont Games et édité par Kalypso Media. Il est sorti sur Windows, Mac, Linux, Playstation 4, Xbox One et Xbox 360 en mai 2014. À la tête d'une république bananière, le joueur doit gérer la nation afin d'en assurer l'essor en incarnant un dictateur durant les différentes époques.

## Trame
Le jeu se déroule durant quatre époques : 
- La première époque est l'époque coloniale où vous devrez servir la couronne avec ses requêtes. Au début vous disposerez de 4 ans de mandat en tant que gouverneur, mandat pouvant être allongé grâce aux diverses quêtes fournies par Lord Oaksworth, émissaire du Roi. L'époque coloniale se clôture lors de la déclaration d'indépendance de la nation du joueur.
- La deuxième époque se nomme guerres mondiales, où Axe et Alliés se disputent la victoire et sollicitent votre soutien économique et militaire, se terminant après la signature de divers traités.
- La troisième époque se nomme la guerre froide, divisée entre États-Unis et URSS se partageant le monde, tout du moins jusqu'à ce que Tropico s'équipe de têtes nucléaires à son tour (ou de fusées).
- La dernière époque se nomme les temps modernes, seule époque où les guerres ne sont pas de mise. Un monde multipolaire y est représenté, divisé entre les États-Unis, l'Union Européenne, le Moyen-Orient, la Chine et la Russie.

## Système de jeu

### Généralités
Le jeu contient 13 cartes pré-construites mais comporte aussi une option permettant de générer aléatoirement une carte. En ce qui concerne la campagne, elle se déroule sur quatre îles différentes, présentées par duos.
Dans ce nouvel opus, les factions s'accumulent au fil des époques par duo d'antagonistes, ère coloniale exclue. Le joueur peut gagner le soutien des factions en promulguant des décrets.
La constitution, une nouveauté de cet opus, est débloquée à la fin de l'époque coloniale après déblocage par recherche.
Le joueur débloque des options constitutionnelles grâce aux technologies, autre nouveauté de Tropico 5. Chaque technologie constitutionnelle donne 3 nouveaux droits et autres à définir, vous avez le choix entre trois politiques différentes à chaque fois. Ces politiques donnent des bonus et des malus plus ou moins importants.

### Interface
Tout comme dans Tropico 4, l'interface est classique : en bas à gauche se trouve la mini-carte, suivi du menu de construction, l'almanach, les membres de la dynastie, les recherches, les décrets, la constitution, le commerce et le filtre.
Dans la partie en haut de la minicarte se trouvent en partant de la gauche, l'argent, la population, le soutien populaire, le calendrier et la vitesse.

## Accueil
| Tropico 5             |      |         |
| Média                 | Nat. | Notes   |
| Canard PC             | FR   | 6/10    |
| Gamekult              | FR   | 6/10    |
| Gameblog              | FR   | 7/10    |
| GameSpot              | US   | 80 %    |
| IGN                   | US   | 7.2/10  |
| Jeuxvideo.com         | FR   | 15/20   |
| Compilations de notes |      |         |
| Metacritic            | US   | 75 %    |
| GameRankings          | US   | 82.33 % |

### Interdiction en Thaïlande
En août 2014, la distribution de ce jeu a été interdite par les autorités de Thaïlande, deux mois après qu'un coup d'État a porté une junte militaire aux commandes de ce pays.